# Dolina do Regli

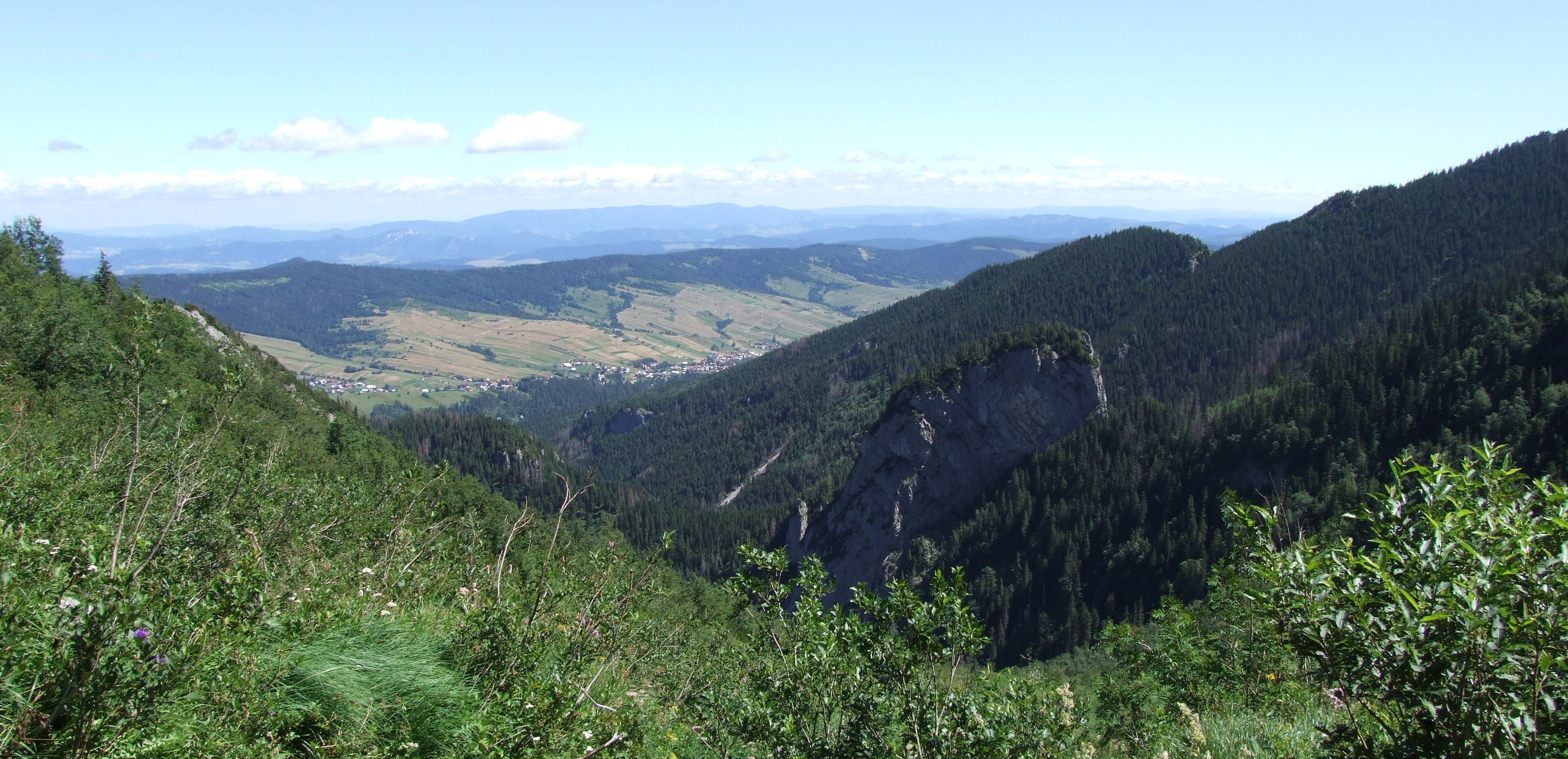
Dolina do Regli, widok z Doliny Szerokiej

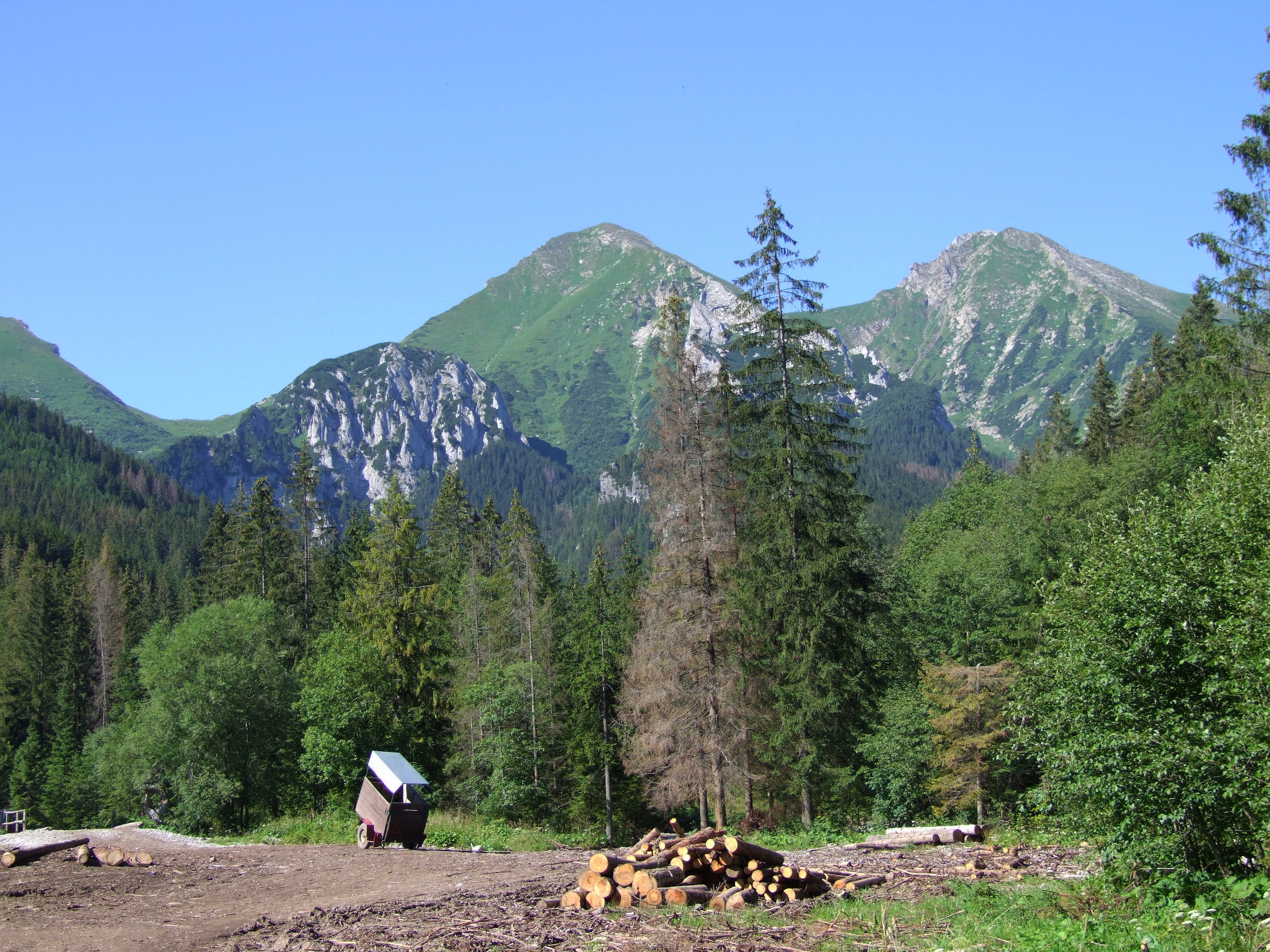
Dolina do Regli. U góry od lewej: Szeroka Przełęcz, Głośna Skała (poniżej przełęczy po prawej), Płaczliwa Skała i Hawrań

Dolina do Regli (słow. dolina Riglaného potoka, Rígľanská dolina, dolina pod Hlásnou skalou, niem. Rigeltal, Riegeltal, Weißseifental) – dolina na północnych stokach Tatr Bielskich. Jest doliną walną. Ma wylot na Ptasiowskiej Rówience (940 m) w Dolinie Bielskiego Potoku, górą sięga po główną grań Tatr Bielskich na odcinku od zachodniego wierzchołka Zadnich Jatek (2020 m) po Płaczliwą Skałę (2142 m), zaś w głównej grani Tatr od Szalony Wierch (2061 m) po Płaczliwą Skałę. Jej deniwelacja wynosi więc 1202 m. Ograniczenie doliny tworzą:
- od wschodu: Bednarski Regiel, Opalona Turnia, Opalone Siodło, Łasztowica, Przechód za Łasztowicą, Szalona Turnia, Szalona Szczerbina, Kozi Klin, Zadnie Jatki,
- od zachodu: Płaczliwa Skała, Głośny Przechód, Głośna Skała, Żlebińska Przełęcz Wyżnia, Żlebińskie Turnie, Ptasiowskie Siodło, Mały Regiel[2].

Dolna część doliny jest typową, głęboko wciętą doliną rzeczną, Porasta ją las. Od wylotu aż po Polanę pod Głośną Skałą na długości ok. 1,5 km dolina ma bardzo mały spadek, górna część doliny jest natomiast bardzo stroma. W górnej części północna grzęda Szalonego Wierchu, zwana Wielkim Szalonym Klinem dzieli dolinę na dwa odgałęzienia; Szalony Kocioł i Dolinę Szeroką. Są to kotły lodowcowe podcięte wysokimi i urwistymi progami (Reglane Spady). Dolina do Regli posiada jeszcze jedno, orograficznie lewe odgałęzienie – Głośny Żleb. Odgałęzia się on w okolicach Polany pod Głośną Skałą, ciągnie pod północnymi ścianami Głośnej Turni i Głośnej Skały, górą podchodząc pod Żlebińską Przełęcz Wyżnią.
Nazwa doliny pochodzi od tego, że prowadzi ona do regli. Dawniej jej górna i środkowa część była własnością mieszkańców Białej Spiskiej, zaś dolna do państwa niedzickiego Palocsayów, później właścicieli ziemskich ze Zdziaru. Po II wojnie światowej całość przeszła na własność państwa i należy do TANAP-u.
Miejscami dolina ma charakter dzikiego wąwozu, szczególnie w górnej części, poniżej progu, gdzie wrzyna się pomiędzy Głośną Skałę (po zachodniej stronie) i oryginalną w kształcie Łasztowicę (po wschodniej stronie). Cała dolina ma długość ok. 3 km, jej dnem spływa Reglany Potok. Na progu podcinającym Dolinę Szeroką tworzy on wodospad zwany Reglaną Siklawą.
Ze Zdziaru przez Dolinę do Regli przeprowadzony był dawniej szlak turystyczny na Szeroką Przełęcz. W 1980 r. zamknięto go, w 1993 staraniem mieszkańców Zdziaru ponownie otwarto jako ścieżkę dydaktyczną „Monkova dolina” z tablicami dydaktycznymi. Od 15 czerwca 2009 r. szlak jest znakowany na czerwono i dostępny w obie strony.

## Szlak turystyczny
Zdziar – Dolina Mąkowa – Dolina do Regli – Dolina Szeroka Bielska – Szeroka Przełęcz Bielska – Szalony Przechód – Przełęcz pod Kopą. Suma podejść 1075 m, czas przejścia: 3.55 h, ↓ 3.10 h